# Llista de topònims de Sant Feliu de Codines
Llista de topònims (noms propis de lloc) del municipi de Sant Feliu de Codines, al Vallès Oriental
Informació actualitzada per un bot. Els canvis manuals es perdran quan s'actualitzi!

## abric rocós
| imatge | Nom                     | Ubicat a              | instància de | Detalls | coordenades                                                         | Protecció | Commons (més fotos) | Dades a WD                    |
| ------ | ----------------------- | --------------------- | ------------ | ------- | ------------------------------------------------------------------- | --------- | ------------------- | ----------------------------- |
|        | Abric d'en Mas          | Sant Feliu de Codines | abric rocós  |         | 41° 41′ 45″ N, 2° 10′ 50″ E / 41.6957408581305°N,2.18047185202167°E |           |                     | Modifica les dades a Wikidata |
|        | Balma de Ca             | Sant Feliu de Codines | abric rocós  |         | 41° 41′ 22″ N, 2° 10′ 36″ E / 41.6893905751756°N,2.17664715299384°E |           |                     | Modifica les dades a Wikidata |
|        | Balma de les Gallinetes | Sant Feliu de Codines | abric rocós  |         | 41° 42′ 15″ N, 2° 10′ 56″ E / 41.7041208191092°N,2.18221638007468°E |           |                     | Modifica les dades a Wikidata |

## arbre singular
| imatge | Nom                            | Ubicat a              | instància de   | Detalls                                                        | coordenades                                                                                                 | Protecció        | Commons (més fotos)         | Dades a WD                    |
| ------ | ------------------------------ | --------------------- | -------------- | -------------------------------------------------------------- | --- | ---------------- | --------------------------- | ----------------------------- |
|        | om del Banc de la Paciència    | Sant Feliu de Codines | arbre singular | Taxon: oma (Ulmus glabra) Ample: 28m Alt: 21m Perímetre: 3.15m | 41° 40′ 54″ N, 2° 09′ 51″ E / 41.68173°N,2.16416°E ca:Cruïlla de les carreteres de Riells i Caldes 451 msnm | arbre monumental | Om del Banc de la Paciència | Modifica les dades a Wikidata |
|        | plàtans de la font dels Àlbers | Sant Feliu de Codines | arbre singular | 20th century                                                   | 41° 41′ 23″ N, 2° 09′ 41″ E / 41.68959°N,2.16137°E ca:Plaça de la font dels Àlbers                          |                  |                             | Modifica les dades a Wikidata |
|        | xiprer de l'església           | Sant Feliu de Codines | arbre singular | 19th century Taxon: xiprer (Cupressus sempervirens)            | 41° 41′ 16″ N, 2° 09′ 43″ E / 41.68788°N,2.16203°E ca:Pl. Josep Umbert Rosàs                                |                  |                             | Modifica les dades a Wikidata |
|        | xiprers del cementiri          | Sant Feliu de Codines | arbre singular | 19th century Taxon: xiprer (Cupressus sempervirens)            | 41° 41′ 14″ N, 2° 09′ 21″ E / 41.68711°N,2.15594°E ca:Camí de les Elies                                     |                  |                             | Modifica les dades a Wikidata |

## capella
| imatge | Nom                          | Ubicat a              | instància de    | Detalls      | coordenades                                                                              | Protecció | Commons (més fotos) | Dades a WD                    |
| ------ | ---------------------------- | --------------------- | --------------- | ------------ | ---------------------------------------------------------------------------------------- | --------- | ------------------- | ----------------------------- |
|        | Capella nova del Sant Crist  | Sant Feliu de Codines | capella edifici | 20th century | 41° 41′ 12″ N, 2° 09′ 20″ E / 41.68675°N,2.15552°E ca:Cementiri de Sant Feliu de Codines |           |                     | Modifica les dades a Wikidata |
|        | Capella vella del Sant Crist | Sant Feliu de Codines | capella edifici | 19th century | 41° 41′ 14″ N, 2° 09′ 20″ E / 41.68711°N,2.15554°E ca:Cementiri de Sant Feliu de Codines |           |                     | Modifica les dades a Wikidata |

## carrer
| imatge | Nom                        | Ubicat a              | instància de                      | Detalls                              | coordenades                                          | Protecció                                  | Commons (més fotos)                           | Dades a WD                    |
| ------ | -------------------------- | --------------------- | --------------------------------- | ------------------------------------ | ---------------------------------------------------- | ------------------------------------------ | --------------------------------------------- | ----------------------------- |
|        | carrer de la Bassella      | Sant Feliu de Codines | carrer                            | Estil: arquitectura popular          | 41° 41′ 24″ N, 2° 10′ 00″ E / 41.690077°N,2.166715°E | bé integrant del patrimoni cultural català | Carrer de la Bassella (Sant Feliu de Codines) | Modifica les dades a Wikidata |
|        | carrer del Doctor Zamenhof | Sant Feliu de Codines | carrer objecte Zamenhof-Esperanto | Anomenat per: Ludwik Lejzer Zamenhof | 41° 41′ 15″ N, 2° 09′ 37″ E / 41.687362°N,2.160219°E |                                            |                                               | Modifica les dades a Wikidata |

## casa
| imatge | Nom                                               | Ubicat a              | instància de             | Detalls                                                                                   | coordenades | Protecció                                  | Commons (més fotos)                             | Dades a WD                    |
| ------ | ------------------------------------------------- | --------------------- | ------------------------ | ----------------------------------------------------------------------------------------- | --- | ------------------------------------------ | ----------------------------------------------- | ----------------------------- |
|        | Ca la Senyora Dolores                             | Sant Feliu de Codines | casa                     | 20th century                                                                              | 41° 41′ 25″ N, 2° 09′ 56″ E / 41.69027°N,2.16546°E ca:C. Vic, 38                                                                                  |                                            |                                                 | Modifica les dades a Wikidata |
|        | Ca n'Aparici                                      | Sant Feliu de Codines | casa                     | 20th century                                                                              | 41° 41′ 21″ N, 2° 10′ 05″ E / 41.68917°N,2.16797°E ca:C. Mossèn Jacint Verdaguer, 13-15                                                           |                                            |                                                 | Modifica les dades a Wikidata |
|        | Ca n'Arcís                                        | Sant Feliu de Codines | casa                     | 1903                                                                                      | 41° 41′ 14″ N, 2° 09′ 51″ E / 41.68728°N,2.16411°E ca:C. Agustí Santacruz, 27.                                                                    |                                            |                                                 | Modifica les dades a Wikidata |
|        | Ca n'Escrigues                                    | Sant Feliu de Codines | casa                     | 1890                                                                                      | 41° 41′ 05″ N, 2° 09′ 49″ E / 41.68483°N,2.16358°E ca:C. Agustí Santacruz, 71                                                                     |                                            |                                                 | Modifica les dades a Wikidata |
|        | Ca n'Herrera                                      | Sant Feliu de Codines | casa                     |                                                                                           | 41° 41′ 12″ N, 2° 09′ 49″ E / 41.68674°N,2.1635°E ca:C. Agustí Santacruz, 36                                                                      |                                            |                                                 | Modifica les dades a Wikidata |
|        | Ca n'Usart                                        | Sant Feliu de Codines | casa                     | 1904                                                                                      | 41° 41′ 11″ N, 2° 09′ 48″ E / 41.68635°N,2.16343°E ca:C. Agustí Santacruz, 49                                                                     |                                            |                                                 | Modifica les dades a Wikidata |
|        | Can Aparicio                                      | Sant Feliu de Codines | casa                     | 1961                                                                                      | 41° 41′ 21″ N, 2° 10′ 04″ E / 41.68906°N,2.16783°E ca:C. Mossèn Jacint Verdaguer, 16                                                              |                                            |                                                 | Modifica les dades a Wikidata |
|        | Can Baldomero                                     | Sant Feliu de Codines | casa                     | 20th century                                                                              | 41° 41′ 19″ N, 2° 09′ 57″ E / 41.6885°N,2.16593°E ca:Avda. de Catalunya, 14                                                                       |                                            |                                                 | Modifica les dades a Wikidata |
|        | Can Basté                                         | Sant Feliu de Codines | casa                     |                                                                                           | 41° 41′ 17″ N, 2° 09′ 52″ E / 41.68809°N,2.16447°E ca:C. Joan Maragall, 1                                                                         |                                            |                                                 | Modifica les dades a Wikidata |
|        | Can Batleri                                       | Sant Feliu de Codines | casa                     |                                                                                           | 41° 41′ 21″ N, 2° 09′ 49″ E / 41.68921°N,2.16355°E ca:C. Sant Pau, 28 / C. Roure Gros                                                             |                                            |                                                 | Modifica les dades a Wikidata |
|        | Can Boter                                         | Sant Feliu de Codines | casa                     |                                                                                           | 41° 41′ 18″ N, 2° 09′ 54″ E / 41.688443°N,2.16487°E ca:Pl. del Dr. Robert, 4                                                                      | bé integrant del patrimoni cultural català | Can Boter (Sant Feliu de Codines)               | Modifica les dades a Wikidata |
|        | Can Casanoves                                     | Sant Feliu de Codines | casa                     | 1661                                                                                      | 41° 41′ 23″ N, 2° 09′ 47″ E / 41.68983°N,2.16304°E ca:C. Creus, 17                                                                                |                                            |                                                 | Modifica les dades a Wikidata |
|        | Can Corderas Nou                                  | Sant Feliu de Codines | casa                     | Estil: arquitectura popular 17th century                                                  | 41° 41′ 14″ N, 2° 09′ 51″ E / 41.687127°N,2.164163°E ca:C. Sant Joan, 22 479 msnm                                                                 | bé integrant del patrimoni cultural català | Can Corderas Nou                                | Modifica les dades a Wikidata |
|        | Can Costa                                         | Sant Feliu de Codines | casa                     |                                                                                           | 41° 41′ 09″ N, 2° 09′ 48″ E / 41.68572°N,2.16343°E ca:C. Sant Joan, 61                                                                            |                                            |                                                 | Modifica les dades a Wikidata |
|        | Can Felip Torret                                  | Sant Feliu de Codines | casa                     | 1931                                                                                      | 41° 41′ 15″ N, 2° 09′ 51″ E / 41.68743°N,2.16404°E ca:C. Agustí Santacruz, 10-12 / C. Travessia                                                   |                                            |                                                 | Modifica les dades a Wikidata |
|        | Can Feliuàs                                       | Sant Feliu de Codines | casa                     |                                                                                           | 41° 41′ 21″ N, 2° 09′ 52″ E / 41.68927°N,2.1645°E ca:Av. Generalitat, 3                                                                           |                                            |                                                 | Modifica les dades a Wikidata |
|        | Can Fontanals                                     | Sant Feliu de Codines | casa                     |                                                                                           | 41° 41′ 10″ N, 2° 09′ 48″ E / 41.68605°N,2.16338°E ca:C. Agustí Santacruz, 57/ C. Sant Joan                                                       |                                            |                                                 | Modifica les dades a Wikidata |
|        | Can Fontova                                       | Sant Feliu de Codines | casa                     | 1932                                                                                      | 41° 41′ 21″ N, 2° 09′ 59″ E / 41.68917°N,2.16628°E ca:Av. Catalunya, 30                                                                           |                                            |                                                 | Modifica les dades a Wikidata |
|        | Can Frisança                                      | Sant Feliu de Codines | casa                     | 20th century                                                                              | 41° 41′ 22″ N, 2° 09′ 50″ E / 41.68945°N,2.1639°E ca:C. Roure Gros, 11                                                                            |                                            |                                                 | Modifica les dades a Wikidata |
|        | Can Garrigó                                       | Sant Feliu de Codines | casa                     |                                                                                           | 41° 41′ 16″ N, 2° 09′ 40″ E / 41.68782°N,2.16099°E ca:Pl. de la Sagrera, 9                                                                        |                                            |                                                 | Modifica les dades a Wikidata |
|        | Can Joaniquet                                     | Sant Feliu de Codines | casa                     |                                                                                           | 41° 41′ 09″ N, 2° 09′ 48″ E / 41.6858°N,2.16346°E ca:C. Sant Joan, 59                                                                             |                                            |                                                 | Modifica les dades a Wikidata |
|        | Can Jorba                                         | Sant Feliu de Codines | casa                     | 20th century                                                                              | 41° 41′ 02″ N, 2° 09′ 48″ E / 41.683937°N,2.163282°E ca:Agustí Santacruz, 98 / Barcelona, 19 465 msnm                                             | bé integrant del patrimoni cultural català | Can Jorba (Sant Feliu de Codines)               | Modifica les dades a Wikidata |
|        | Can Magí                                          | Sant Feliu de Codines | casa                     | Estil: arquitectura popular Estat: enderrocat o destruït                                  | 41° 41′ 25″ N, 2° 10′ 01″ E / 41.690155°N,2.166906°E                                                                                              | bé integrant del patrimoni cultural català |                                                 | Modifica les dades a Wikidata |
|        | Can Marigó                                        | Sant Feliu de Codines | casa                     | 1681                                                                                      | 41° 41′ 17″ N, 2° 09′ 39″ E / 41.68815°N,2.16078°E ca:C. Sagrera, 2-4                                                                             |                                            |                                                 | Modifica les dades a Wikidata |
|        | Can Marçal                                        | Sant Feliu de Codines | casa                     | Estil: arquitectura popular                                                               | 41° 41′ 01″ N, 2° 09′ 46″ E / 41.683722°N,2.162837°E ca:C. Barcelona, 38 457 msnm                                                                 | bé integrant del patrimoni cultural català | Can Marçal (Sant Feliu de Codines)              | Modifica les dades a Wikidata |
|        | Can Masdeu                                        | Sant Feliu de Codines | casa                     | 1903                                                                                      | 41° 41′ 14″ N, 2° 09′ 51″ E / 41.68719°N,2.16415°E ca:C. Agustí Santacruz, 29                                                                     |                                            |                                                 | Modifica les dades a Wikidata |
|        | Can Patet                                         | Sant Feliu de Codines | casa                     | Estil: arquitectura popular                                                               | 41° 41′ 14″ N, 2° 09′ 49″ E / 41.6873°N,2.16365°E ca:Rector Tomàs Borrell, 30                                                                     | bé integrant del patrimoni cultural català | Can Patet                                       | Modifica les dades a Wikidata |
|        | Can Pere Bou                                      | Sant Feliu de Codines | casa                     | Estil: arquitectura popular Estat: enderrocat o destruït                                  | 41° 41′ 25″ N, 2° 10′ 02″ E / 41.690221°N,2.167319°E                                                                                              | bé integrant del patrimoni cultural català |                                                 | Modifica les dades a Wikidata |
|        | Can Pere Negre                                    | Sant Feliu de Codines | casa                     |                                                                                           | 41° 41′ 16″ N, 2° 09′ 50″ E / 41.68764°N,2.16397°E ca:C. Travessia, 11-13                                                                         |                                            |                                                 | Modifica les dades a Wikidata |
|        | Can Permanyer                                     | Sant Feliu de Codines | casa                     | Estil: arquitectura modernista Estat: enderrocat o destruït                               | 41° 41′ 24″ N, 2° 09′ 49″ E / 41.689906°N,2.163511°E ca:Carrer Creus, 29                                                                          | bé integrant del patrimoni cultural català |                                                 | Modifica les dades a Wikidata |
|        | Can Ponti                                         | Sant Feliu de Codines | casa                     |                                                                                           | 41° 41′ 08″ N, 2° 09′ 48″ E / 41.68557°N,2.16337°E ca:C. Agustí Santacruz, 59                                                                     |                                            |                                                 | Modifica les dades a Wikidata |
|        | Can Puigdomènech                                  | Sant Feliu de Codines | casa                     | Arquitecte: Joan Rubió i Bellver Estil: arquitectura modernista 1912                      | 41° 41′ 19″ N, 2° 09′ 57″ E / 41.688499°N,2.165811°E ca:Avinguda Catalunya, 10                                                                    | bé integrant del patrimoni cultural català | Can Puigdomènech (Sant Feliu de Codines)        | Modifica les dades a Wikidata |
|        | Can Raimundo                                      | Sant Feliu de Codines | casa                     |                                                                                           | 41° 40′ 59″ N, 2° 09′ 46″ E / 41.68306°N,2.16278°E ca:C. Barcelona, 50                                                                            |                                            |                                                 | Modifica les dades a Wikidata |
|        | Can Rei                                           | Sant Feliu de Codines | casa                     | Estil: arquitectura popular                                                               | 41° 41′ 17″ N, 2° 09′ 39″ E / 41.688166°N,2.160941°E ca:Sagrera, 3                                                                                | bé integrant del patrimoni cultural català | Cal Rei (Sant Feliu de Codines)                 | Modifica les dades a Wikidata |
|        | Can Rodó                                          | Sant Feliu de Codines | casa                     | Estil: arquitectura eclèctica 20th century                                                | 41° 41′ 19″ N, 2° 09′ 55″ E / 41.6885°N,2.1652°E ca:Av. Catalunya, 4                                                                              | bé integrant del patrimoni cultural català | Can Rodó (Sant Feliu de Codines)                | Modifica les dades a Wikidata |
|        | Can Roig                                          | Sant Feliu de Codines | casa                     | 20th century                                                                              | 41° 41′ 19″ N, 2° 09′ 57″ E / 41.68848°N,2.16588°E ca:Avda. Catalunya, 12                                                                         |                                            |                                                 | Modifica les dades a Wikidata |
|        | Can Roig Vernet                                   | Sant Feliu de Codines | casa                     | 1770                                                                                      | 41° 41′ 18″ N, 2° 09′ 58″ E / 41.68826°N,2.16616°E ca:C. Joncar, 22                                                                               |                                            |                                                 | Modifica les dades a Wikidata |
|        | Can Sant Pare                                     | Sant Feliu de Codines | casa                     | Estil: arquitectura popular                                                               | 41° 41′ 16″ N, 2° 09′ 40″ E / 41.687776°N,2.161013°E ca:Llevant, 6                                                                                | bé integrant del patrimoni cultural català | Can Sant Pare                                   | Modifica les dades a Wikidata |
|        | Can Sereno                                        | Sant Feliu de Codines | casa                     | Estil: arquitectura popular Estat: enderrocat o destruït                                  | 41° 41′ 25″ N, 2° 10′ 02″ E / 41.690185°N,2.167218°E                                                                                              | bé integrant del patrimoni cultural català |                                                 | Modifica les dades a Wikidata |
|        | Can Solanes                                       | Sant Feliu de Codines | casa                     | Estil: arquitectura popular Estat: enderrocat o destruït                                  | 41° 41′ 25″ N, 2° 10′ 02″ E / 41.690189°N,2.167152°E                                                                                              | bé integrant del patrimoni cultural català |                                                 | Modifica les dades a Wikidata |
|        | Can Sunyer                                        | Sant Feliu de Codines | casa                     |                                                                                           | 41° 41′ 17″ N, 2° 09′ 40″ E / 41.688041°N,2.161115°E ca:Sagrera, 5                                                                                | bé integrant del patrimoni cultural català | Cal Sunyer (Sant Feliu de Codines)              | Modifica les dades a Wikidata |
|        | Can Talet                                         | Sant Feliu de Codines | casa                     | Estil: arquitectura eclèctica 1904                                                        | 41° 41′ 16″ N, 2° 09′ 53″ E / 41.6879°N,2.164655°E ca:Agustí Santacruz, 1 / Plaça Doctor Robert                                                   | bé integrant del patrimoni cultural català | Can Talet (Sant Feliu de Codines)               | Modifica les dades a Wikidata |
|        | Can Torra                                         | Sant Feliu de Codines | casa                     |                                                                                           | 41° 41′ 17″ N, 2° 09′ 53″ E / 41.68794°N,2.16485°E ca:Pl. Dr. Robert, 12                                                                          |                                            |                                                 | Modifica les dades a Wikidata |
|        | Can Torre                                         | Sant Feliu de Codines | casa                     |                                                                                           | 41° 41′ 17″ N, 2° 09′ 54″ E / 41.68796°N,2.16503°E ca:C. Juncar, 2                                                                                |                                            |                                                 | Modifica les dades a Wikidata |
|        | Can Valent                                        | Sant Feliu de Codines | casa                     |                                                                                           | 41° 41′ 03″ N, 2° 09′ 47″ E / 41.68419°N,2.16311°E ca:C. Barcelona, 30-32                                                                         |                                            |                                                 | Modifica les dades a Wikidata |
|        | Can Valls                                         | Sant Feliu de Codines | casa                     | Estil: arquitectura popular                                                               | 41° 41′ 19″ N, 2° 09′ 56″ E / 41.688715°N,2.165479°E ca:Av. Catalunya, 17                                                                         | bé integrant del patrimoni cultural català | Can Valls (Sant Feliu de Codines)               | Modifica les dades a Wikidata |
|        | Can Xec                                           | Sant Feliu de Codines | casa                     | Estil: arquitectura popular                                                               | 41° 41′ 25″ N, 2° 09′ 58″ E / 41.690173°N,2.166209°E ca:C. Roger de Flor, 15                                                                      | bé integrant del patrimoni cultural català | Can Xec (Sant Feliu de Codines)                 | Modifica les dades a Wikidata |
|        | Can Xifreda                                       | Sant Feliu de Codines | casa                     | Estil: arquitectura eclèctica 20th century                                                | 41° 41′ 11″ N, 2° 09′ 47″ E / 41.686349°N,2.163129°E ca:Ptge. Martina, 5, Parc Xifreda 475 msnm                                                   | bé cultural d'interès local                | Can Xifreda                                     | Modifica les dades a Wikidata |
|        | Casa Agustí Argemí                                | Sant Feliu de Codines | casa                     |                                                                                           | 41° 41′ 06″ N, 2° 09′ 45″ E / 41.68497°N,2.16247°E ca:C. Jaume Balmes, 10                                                                         |                                            |                                                 | Modifica les dades a Wikidata |
|        | Casa Roca                                         | Sant Feliu de Codines | casa                     | Estil: arquitectura popular                                                               | 41° 41′ 14″ N, 2° 09′ 49″ E / 41.6871°N,2.16372°E ca:Pl. del Rellotge, 20 / C. Tomàs Borrell, 32                                                  | bé integrant del patrimoni cultural català | Casa Roca                                       | Modifica les dades a Wikidata |
|        | Casa Senyora Primi                                | Sant Feliu de Codines | casa                     | 1896                                                                                      | 41° 41′ 11″ N, 2° 09′ 49″ E / 41.68633°N,2.16364°E ca:C. Sant Joan, 43                                                                            |                                            |                                                 | Modifica les dades a Wikidata |
|        | Casa de la senyora Dulores                        | Sant Feliu de Codines | casa                     | 17th century                                                                              | 41° 41′ 18″ N, 2° 09′ 39″ E / 41.68841°N,2.16073°E ca:Ctra. de Sant Llorenç Savall, 12                                                            |                                            |                                                 | Modifica les dades a Wikidata |
|        | Casa de pisos de l'Elisa de Can Patafa            | Sant Feliu de Codines | casa                     | 20th century                                                                              | 41° 41′ 09″ N, 2° 09′ 49″ E / 41.68587°N,2.16352°E ca:C. Sant Joan, 57                                                                            |                                            |                                                 | Modifica les dades a Wikidata |
|        | Conjunt de dues cases al carrer Rector Agustí, 23 | Sant Feliu de Codines | casa                     | Estil: arquitectura eclèctica                                                             | 41° 41′ 12″ N, 2° 09′ 50″ E / 41.686794°N,2.163875°E                                                                                              | bé integrant del patrimoni cultural català | Carrer Rector Agustí 23 (Sant Feliu de Codines) | Modifica les dades a Wikidata |
|        | Conjunt de dues cases al carrer Vic, 12-14        | Sant Feliu de Codines | casa                     | Estil: historicisme arquitectònic                                                         | 41° 41′ 21″ N, 2° 09′ 56″ E / 41.689132°N,2.165664°E                                                                                              | bé integrant del patrimoni cultural català | Carrer Vic 12-14 (Sant Feliu de Codines)        | Modifica les dades a Wikidata |
|        | Torre Lluró                                       | Sant Feliu de Codines | casa                     | Estil: arquitectura eclèctica 1899                                                        | 41° 40′ 51″ N, 2° 09′ 47″ E / 41.680846°N,2.163118°E ca:C. Mossèn Baldello, 24-26                                                                 | bé integrant del patrimoni cultural català | Torre Lluró (Sant Feliu de Codines)             | Modifica les dades a Wikidata |
|        | ca n'Ebanista                                     | Sant Feliu de Codines | casa                     | Estil: arquitectura popular 17th century                                                  | 41° 41′ 17″ N, 2° 09′ 39″ E / 41.688074°N,2.160881°E ca:Pl. de la Sagrera, 6 476 msnm                                                             | bé integrant del patrimoni cultural català | Ca n'Ebanista                                   | Modifica les dades a Wikidata |
|        | cal Coronel                                       | Sant Feliu de Codines | casa                     | Estil: arquitectura gòtica arquitectura del Renaixement arquitectura popular 16th century | 41° 41′ 17″ N, 2° 09′ 41″ E / 41.68795°N,2.161319°E ca:C. de la Sagrera, 10 - pl. de l'Església 471 msnm                                          | bé integrant del patrimoni cultural català | Cal Coronel (Sant Feliu de Codines)             | Modifica les dades a Wikidata |
|        | cal Doctor                                        | Sant Feliu de Codines | casa                     | Estil: arquitectura popular 16th century                                                  | 41° 41′ 15″ N, 2° 09′ 52″ E / 41.687553°N,2.164506°E ca:C. Sant Joan, 8 479 msnm                                                                  | bé integrant del patrimoni cultural català | Cal Doctor (Sant Feliu de Codines)              | Modifica les dades a Wikidata |
|        | can Busineri                                      | Sant Feliu de Codines | casa                     | Estil: arquitectura popular                                                               | 41° 41′ 16″ N, 2° 09′ 42″ E / 41.687694°N,2.161541°E ca:C. de la Sagrera, 13 471 msnm                                                             | bé integrant del patrimoni cultural català | Can Busineri                                    | Modifica les dades a Wikidata |
|        | can Climent                                       | Sant Feliu de Codines | casa                     | Estil: arquitectura barroca arquitectura popular 17th century                             | 41° 41′ 24″ N, 2° 09′ 55″ E / 41.689906°N,2.165371°E ca:C. Sant Antoni, 1 480 msnm                                                                | bé integrant del patrimoni cultural català | Can Climent (Sant Feliu de Codines)             | Modifica les dades a Wikidata |
|        | can Petit                                         | Sant Feliu de Codines | casa                     | Estil: gòtic tardà arquitectura popular 16th century                                      | 41° 41′ 17″ N, 2° 09′ 39″ E / 41.687974°N,2.160777°E ca:Pl. de la Sagrera, 4 471 msnm                                                             | bé integrant del patrimoni cultural català | Can Petit (Sant Feliu de Codines)               | Modifica les dades a Wikidata |
|        | can Pujol                                         | Sant Feliu de Codines | casa                     | Estil: arquitectura eclèctica 20th century                                                | 41° 41′ 22″ N, 2° 09′ 44″ E / 41.689504°N,2.162108°E ca:C. Rector Tomàs Vila, 32, la Quintana 475 msnm                                            | bé integrant del patrimoni cultural català | Can Pujol (Sant Feliu de Codines)               | Modifica les dades a Wikidata |
|        | can Torrents                                      | Sant Feliu de Codines | casa                     | Estil: arquitectura eclèctica 20th century                                                | 41° 41′ 22″ N, 2° 10′ 00″ E / 41.689505°N,2.166599°E ca:Av. Catalunya, 32 495 msnm                                                                | bé integrant del patrimoni cultural català | Can Torrents (Sant Feliu de Codines)            | Modifica les dades a Wikidata |
|        | can Vilaseca                                      | Sant Feliu de Codines | casa                     | Estil: noucentisme 20th century                                                           | 41° 41′ 20″ N, 2° 09′ 58″ E / 41.688846°N,2.166139°E ca:Av. Catalunya, 24 487 msnm                                                                | bé integrant del patrimoni cultural català | Can Vilaseca (Sant Feliu de Codines)            | Modifica les dades a Wikidata |
|        | casa al carrer Rector Tomàs Vila, 24              | Sant Feliu de Codines | casa edifici residencial | Estil: arquitectura eclèctica 20th century                                                | 41° 41′ 21″ N, 2° 09′ 46″ E / 41.6890869140625°N,2.1627724170684814°E 41° 41′ 21″ N, 2° 09′ 46″ E / 41.68906°N,2.16272°E ca:Rector Tomàs Vila, 24 |                                            |                                                 | Modifica les dades a Wikidata |
|        | cases del carrer Rector Tomàs Vila                | Sant Feliu de Codines | casa                     |                                                                                           | 41° 41′ 20″ N, 2° 09′ 47″ E / 41.68881°N,2.16311°E ca:C. Tomàs Vila, 10 a 17                                                                      |                                            |                                                 | Modifica les dades a Wikidata |
|        | cases del carrer de l'Esquirol                    | Sant Feliu de Codines | casa                     |                                                                                           | 41° 41′ 26″ N, 2° 09′ 49″ E / 41.69054°N,2.16362°E ca:C. de l'Esquirol                                                                            |                                            |                                                 | Modifica les dades a Wikidata |
|        | cases del carrer de l'Havana                      | Sant Feliu de Codines | casa                     |                                                                                           | 41° 41′ 17″ N, 2° 09′ 57″ E / 41.68794°N,2.16583°E ca:Carrer de l'Havana 15, 17, 19 i 21                                                          |                                            |                                                 | Modifica les dades a Wikidata |
|        | habitatge al carrer Creus, 25                     | Sant Feliu de Codines | casa                     | Estil: arquitectura popular                                                               | 41° 41′ 23″ N, 2° 09′ 48″ E / 41.689859°N,2.163368°E                                                                                              | bé integrant del patrimoni cultural català |                                                 | Modifica les dades a Wikidata |
|        | habitatge al carrer Estricadors, 7                | Sant Feliu de Codines | casa                     | Estil: arquitectura popular 18th century                                                  | 41° 41′ 25″ N, 2° 09′ 48″ E / 41.690148°N,2.163394°E ca:C. Estricadors, 7                                                                         | bé integrant del patrimoni cultural català |                                                 | Modifica les dades a Wikidata |
|        | habitatge al carrer Havana, 3                     | Sant Feliu de Codines | casa                     | Estil: arquitectura popular                                                               | 41° 41′ 16″ N, 2° 09′ 55″ E / 41.687774°N,2.165227°E ca:C. Havana, 3                                                                              | bé integrant del patrimoni cultural català | Carrer Havana, 3 (Sant Feliu de Codines)        | Modifica les dades a Wikidata |
|        | habitatge al carrer Havana, 5                     | Sant Feliu de Codines | casa                     | Estil: arquitectura popular                                                               | 41° 41′ 16″ N, 2° 09′ 55″ E / 41.687829°N,2.165287°E                                                                                              | bé integrant del patrimoni cultural català | Carrer Havana, 5 (Sant Feliu de Codines)        | Modifica les dades a Wikidata |
|        | habitatge al carrer Roure Gros, 9                 | Sant Feliu de Codines | casa                     | Estil: arquitectura popular Estat: enderrocat o destruït                                  | 41° 41′ 22″ N, 2° 09′ 50″ E / 41.689443°N,2.163761°E                                                                                              | bé integrant del patrimoni cultural català |                                                 | Modifica les dades a Wikidata |
|        | habitatge al carrer Sant Antoni, 19               | Sant Feliu de Codines | casa                     | Estil: arquitectura popular                                                               | 41° 41′ 23″ N, 2° 09′ 58″ E / 41.689847°N,2.166045°E                                                                                              | bé integrant del patrimoni cultural català | Carrer Sant Antoni 19 (Sant Feliu de Codines)   | Modifica les dades a Wikidata |
|        | habitatge al carrer Sant Joan, 1                  | Sant Feliu de Codines | casa                     | Estil: arquitectura popular                                                               | 41° 41′ 16″ N, 2° 09′ 53″ E / 41.687848°N,2.164803°E                                                                                              | bé integrant del patrimoni cultural català | Carrer Sant Joan, 1 (Sant Feliu de Codines)     | Modifica les dades a Wikidata |
|        | habitatge al carrer Sant Joan, 36                 | Sant Feliu de Codines | casa                     | Estil: arquitectura popular Estat: enderrocat o destruït                                  | 41° 41′ 13″ N, 2° 09′ 50″ E / 41.686819°N,2.163879°E                                                                                              | bé integrant del patrimoni cultural català |                                                 | Modifica les dades a Wikidata |
|        | habitatge al carrer Sant Quirze, 6                | Sant Feliu de Codines | casa                     | Estil: arquitectura popular                                                               | 41° 41′ 30″ N, 2° 09′ 55″ E / 41.691539°N,2.165242°E ca:C. Sant Quirze, 6                                                                         | bé integrant del patrimoni cultural català | Carrer Sant Quirze, 6 (Sant Feliu de Codines)   | Modifica les dades a Wikidata |
|        | habitatge al carrer de l'Estatut, 17              | Sant Feliu de Codines | casa                     | Estil: arquitectura popular Estat: enderrocat o destruït                                  | 41° 41′ 26″ N, 2° 10′ 04″ E / 41.690684°N,2.167681°E                                                                                              | bé integrant del patrimoni cultural català |                                                 | Modifica les dades a Wikidata |
|        | habitatge al carrer de les Creus, 61              | Sant Feliu de Codines | casa                     | Estil: arquitectura popular Estat: enderrocat o destruït                                  | 41° 41′ 26″ N, 2° 09′ 53″ E / 41.690576°N,2.164632°E                                                                                              | bé integrant del patrimoni cultural català | Carrer de les Creus, 61 (Sant Feliu de Codines) | Modifica les dades a Wikidata |
|        | habitatge al carrer de les Creus, 77              | Sant Feliu de Codines | casa                     | Estil: arquitectura popular Estat: enderrocat o destruït                                  | 41° 41′ 27″ N, 2° 09′ 54″ E / 41.690925°N,2.164958°E                                                                                              | bé integrant del patrimoni cultural català | Carrer de les Creus, 77 (Sant Feliu de Codines) | Modifica les dades a Wikidata |
|        | torre del Barco                                   | Sant Feliu de Codines | casa                     | Estil: racionalisme arquitectònic 1932                                                    | 41° 41′ 23″ N, 2° 09′ 58″ E / 41.6896°N,2.16614°E ca:Roger de Flor, 12                                                                            | bé integrant del patrimoni cultural català | Torre del Barco                                 | Modifica les dades a Wikidata |

## conjunt d'edificis
| imatge | Nom                                        | Ubicat a              | instància de       | Detalls      | coordenades                                                                                     | Protecció | Commons (més fotos) | Dades a WD                    |
| ------ | ------------------------------------------ | --------------------- | ------------------ | ------------ | ----------------------------------------------------------------------------------------------- | --------- | ------------------- | ----------------------------- |
|        | Entorn del carrer Padró                    | Sant Feliu de Codines | conjunt d'edificis |              | 41° 41′ 20″ N, 2° 09′ 36″ E / 41.68902°N,2.15995°E ca:Carrer Padró                              |           |                     | Modifica les dades a Wikidata |
|        | Front de Cases de l'avinguda Catalunya     | Sant Feliu de Codines | conjunt d'edificis | 20th century | 41° 41′ 18″ N, 2° 09′ 57″ E / 41.68843°N,2.16593°E ca:Av. Catalunya, 8, 10, 12, 14, 16, 18      |           |                     | Modifica les dades a Wikidata |
|        | Front de cases del carrer Agustí Santacruz | Sant Feliu de Codines | conjunt d'edificis |              | 41° 41′ 12″ N, 2° 09′ 48″ E / 41.68657°N,2.16331°E ca:Carrer Agustí Santacruz, parells 32 a 56  |           |                     | Modifica les dades a Wikidata |
|        | Parc de Can Xifreda                        | Sant Feliu de Codines | conjunt d'edificis |              | 41° 41′ 10″ N, 2° 09′ 46″ E / 41.68598°N,2.1627°E ca:C. Agustí Santacruz, 60-62 / C. Castanyers |           |                     | Modifica les dades a Wikidata |
|        | Villa Isabel i Villa Juana                 | Sant Feliu de Codines | conjunt d'edificis | 20th century | 41° 41′ 04″ N, 2° 09′ 49″ E / 41.68431°N,2.16374°E ca:C. Agustí Santacruz, 79 i 81              |           |                     | Modifica les dades a Wikidata |
|        | Villa Pedra i Villa Rosa                   | Sant Feliu de Codines | conjunt d'edificis |              | 41° 41′ 04″ N, 2° 09′ 49″ E / 41.6845°N,2.16371°E ca:C. Agustí Santacruz, 75 i 77               |           |                     | Modifica les dades a Wikidata |

## creu de terme
| imatge | Nom                                   | Ubicat a              | instància de  | Detalls      | coordenades                                                                             | Protecció | Commons (més fotos) | Dades a WD                    |
| ------ | ------------------------------------- | --------------------- | ------------- | ------------ | --------------------------------------------------------------------------------------- | --------- | ------------------- | ----------------------------- |
|        | creu als caiguts                      | Sant Feliu de Codines | creu de terme | 20th century | 41° 41′ 13″ N, 2° 09′ 21″ E / 41.68684°N,2.1559°E ca:Cementiri de Sant Feliu de Codines |           |                     | Modifica les dades a Wikidata |
|        | creu de Jaume Ballaró                 | Sant Feliu de Codines | creu de terme | 1711         | 41° 41′ 17″ N, 2° 09′ 03″ E / 41.68802°N,2.15071°E ca:Camí de les Solanes               |           |                     | Modifica les dades a Wikidata |
|        | creu de terme (Sant Feliu de Codines) | Sant Feliu de Codines | creu de terme |              | 41° 41′ 30″ N, 2° 09′ 27″ E / 41.691711634303616°N,2.157558508155774°E                  |           |                     | Modifica les dades a Wikidata |
|        | creu del cementiri                    | Sant Feliu de Codines | creu de terme | 19th century | 41° 41′ 13″ N, 2° 09′ 21″ E / 41.68693°N,2.1557°E ca:Cementiri de Sant Feliu de Codines |           |                     | Modifica les dades a Wikidata |

## curs d'aigua
| imatge | Nom                             | Ubicat a                                       | instància de | Detalls                                            | coordenades                                                                                              | Protecció | Commons (més fotos) | Dades a WD                    |
| ------ | ------------------------------- | ---------------------------------------------- | ------------ | -------------------------------------------------- | --- | --------- | ------------------- | ----------------------------- |
|        | el Tenes                        | província de Barcelona Moianès Vallès Oriental | curs d'aigua | Desemboca: Besòs Llarg: 32.5km                     | 41° 44′ 53″ N, 2° 09′ 35″ E / 41.748152°N,2.15967°E 41° 32′ 28″ N, 2° 13′ 49″ E / 41.541249°N,2.230325°E |           | El Tenes            | Modifica les dades a Wikidata |
|        | riera de Vallbona               | Sant Feliu de Codines                          | curs d'aigua | Desemboca: torrent de la Bassella                  | 41° 41′ 25″ N, 2° 11′ 09″ E / 41.690147479203944°N,2.185914516448975°E                                   |           |                     | Modifica les dades a Wikidata |
|        | torrent de la Font de les Albes | Sant Feliu de Codines                          | curs d'aigua | Desemboca: torrent del Coll de Poses Llarg: 0.75km | 41° 42′ 39″ N, 2° 09′ 17″ E / 41.7107°N,2.15466°E                                                        |           |                     | Modifica les dades a Wikidata |
|        | torrent del Coll de Poses       | Sant Feliu de Codines                          | curs d'aigua | Desemboca: torrent dels Horts                      | 41° 42′ 38″ N, 2° 09′ 18″ E / 41.7104861871423°N,2.1548867225646977°E                                    |           |                     | Modifica les dades a Wikidata |
|        | torrent del Villar              | Sant Feliu de Codines Bigues i Riells del Fai  | curs d'aigua | Desemboca: torrent de la Bassella Llarg: 2.6km     | 41° 40′ 37″ N, 2° 10′ 09″ E / 41.676965°N,2.169087°E 41° 41′ 31″ N, 2° 11′ 20″ E / 41.691909°N,2.18886°E |           |                     | Modifica les dades a Wikidata |
|        | torrent dels Horts              | Sant Feliu de Codines                          | curs d'aigua | Desemboca: riera de Vallbona                       | 41° 42′ 17″ N, 2° 09′ 56″ E / 41.70469523692571°N,2.1656262874603276°E                                   |           |                     | Modifica les dades a Wikidata |

## edifici
| imatge | Nom                                                | Ubicat a              | instància de             | Detalls                           | coordenades                                                                           | Protecció                                  | Commons (més fotos)                                | Dades a WD                    |
| ------ | -------------------------------------------------- | --------------------- | ------------------------ | --------------------------------- | ------------------------------------------------------------------------------------- | ------------------------------------------ | -------------------------------------------------- | ----------------------------- |
|        | Antiga farmàcia del Sr. Jesús Duran                | Sant Feliu de Codines | edifici                  | 20th century                      | 41° 41′ 19″ N, 2° 09′ 51″ E / 41.68866°N,2.16422°E ca:Pl. Josep Umbert Ventura, 10    |                                            |                                                    | Modifica les dades a Wikidata |
|        | Bloc de la plaça Josep Umbert Rosàs                | Sant Feliu de Codines | edifici                  | 1969                              | 41° 41′ 19″ N, 2° 09′ 42″ E / 41.68854°N,2.16173°E ca:Pl. Josep Umbert Rosàs, 6       |                                            |                                                    | Modifica les dades a Wikidata |
|        | Capella de Sant Francesc                           | Sant Feliu de Codines | edifici                  |                                   | 41° 41′ 19″ N, 2° 09′ 55″ E / 41.68851°N,2.16528°E ca:Av. Catalunya, 2                |                                            |                                                    | Modifica les dades a Wikidata |
|        | Centre Cívic la Fonteta                            | Sant Feliu de Codines | edifici Ús: centre cívic |                                   | 41° 41′ 17″ N, 2° 09′ 45″ E / 41.68801°N,2.1625°E ca:C. Fonteta, 1                    |                                            |                                                    | Modifica les dades a Wikidata |
|        | Centre social Maria Roca Umbert                    | Sant Feliu de Codines | edifici                  | 19th century                      | 41° 41′ 21″ N, 2° 09′ 39″ E / 41.68918°N,2.16072°E ca:Ctra. de Sant Llorenç Savall, 6 |                                            |                                                    | Modifica les dades a Wikidata |
|        | Hospital de la Santa Creu de Sant Feliu de Codines | Sant Feliu de Codines | edifici                  | Estil: barroc 1744                | 41° 41′ 26″ N, 2° 09′ 40″ E / 41.6906°N,2.16106°E ca:Padró                            | bé integrant del patrimoni cultural català | Hospital de la Santa Creu de Sant Feliu de Codines | Modifica les dades a Wikidata |
|        | Tallers Vallcorba                                  | Sant Feliu de Codines | edifici                  | 1955                              | 41° 41′ 25″ N, 2° 09′ 53″ E / 41.69025°N,2.16484°E ca:C. Roure Gros, 30               |                                            |                                                    | Modifica les dades a Wikidata |
|        | fàbrica Roca Umbert                                | Sant Feliu de Codines | edifici                  | Estil: arquitectura popular 1900s | 41° 41′ 18″ N, 2° 09′ 45″ E / 41.6884°N,2.16256°E ca:Plaça Umbert Rosàs               | bé integrant del patrimoni cultural català | Fàbrica Roca Umbert (Sant Feliu de Codines)        | Modifica les dades a Wikidata |
|        | la Fonda                                           | Sant Feliu de Codines | edifici                  | 20th century                      | 41° 41′ 15″ N, 2° 09′ 52″ E / 41.68755°N,2.16434°E ca:C. Agustí Santacruz, 13         |                                            |                                                    | Modifica les dades a Wikidata |
|        | la Mallorquina                                     | Sant Feliu de Codines | edifici                  | 20th century                      | 41° 41′ 12″ N, 2° 09′ 46″ E / 41.6868°N,2.16291°E ca:C. Doctor Antoni Reig, 18        |                                            |                                                    | Modifica les dades a Wikidata |

## element arquitectònic
| imatge | Nom                                     | Ubicat a              | instància de          | Detalls      | coordenades                                                                              | Protecció | Commons (més fotos) | Dades a WD                    |
| ------ | --------------------------------------- | --------------------- | --------------------- | ------------ | ---------------------------------------------------------------------------------------- | --------- | ------------------- | ----------------------------- |
|        | Albelló del camí de mas Lloberes        | Sant Feliu de Codines | element arquitectònic | 19th century | 41° 41′ 10″ N, 2° 09′ 58″ E / 41.68614°N,2.16614°E ca:Camí de Mas Lloberes               |           |                     | Modifica les dades a Wikidata |
|        | Fornícula de Can Batleri                | Sant Feliu de Codines | element arquitectònic | 20th century | 41° 41′ 21″ N, 2° 09′ 49″ E / 41.68926°N,2.1635°E ca:C. Sant Pau, 28                     |           |                     | Modifica les dades a Wikidata |
|        | Fornícula de Can Cisteller              | Sant Feliu de Codines | element arquitectònic | 20th century | 41° 41′ 16″ N, 2° 09′ 52″ E / 41.6879°N,2.16436°E ca:C. Tomàs Borrell, 4                 |           |                     | Modifica les dades a Wikidata |
|        | Fornícula de la Torre del Rellotge      | Sant Feliu de Codines | element arquitectònic |              | 41° 41′ 14″ N, 2° 09′ 49″ E / 41.68719°N,2.16366°E ca:Torre del Rellotge                 |           |                     | Modifica les dades a Wikidata |
|        | Panteó de la família Torres             | Sant Feliu de Codines | element arquitectònic | 20th century | 41° 41′ 13″ N, 2° 09′ 21″ E / 41.68686°N,2.15576°E ca:Cementiri de Sant Feliu de Codines |           |                     | Modifica les dades a Wikidata |
|        | Portal de la carretera Sant Llorenç, 19 | Sant Feliu de Codines | element arquitectònic | 1786         | 41° 41′ 18″ N, 2° 09′ 39″ E / 41.68832°N,2.16086°E ca:Ctra. Sant Llorenç, 19             |           |                     | Modifica les dades a Wikidata |

## església
| imatge | Nom                                 | Ubicat a              | instància de | Detalls                                        | coordenades                                                                                                   | Protecció                                  | Commons (més fotos)                            | Dades a WD                    |
| ------ | ----------------------------------- | --------------------- | ------------ | ---------------------------------------------- | --- | ------------------------------------------ | ---------------------------------------------- | ----------------------------- |
|        | capella de Sant Climent del Flaquer | Sant Feliu de Codines | església     | Estil: historicisme arquitectònic 18th century | 41° 42′ 17″ N, 2° 10′ 10″ E / 41.7047°N,2.16939°E ca:Ctra. B-1413, km 1,8, a 500 m, turó de Puiggrós 639 msnm | bé integrant del patrimoni cultural català | Sant Climent del Flaquer                       | Modifica les dades a Wikidata |
|        | església de Sant Feliu de Codines   | Sant Feliu de Codines | església     | Estil: academicisme                            | 41° 41′ 16″ N, 2° 09′ 42″ E / 41.6879°N,2.16158°E ca:Plaça de l'Església, 6                                   | bé integrant del patrimoni cultural català | Església de Sant Feliu (Sant Feliu de Codines) | Modifica les dades a Wikidata |

## font
| imatge | Nom                                   | Ubicat a              | instància de | Detalls      | coordenades | Protecció | Commons (més fotos) | Dades a WD                    |
| ------ | ------------------------------------- | --------------------- | ------------ | ------------ | --- | --------- | ------------------- | ----------------------------- |
|        | font de Can Deu                       | Sant Feliu de Codines | font         | 20th century | 41° 40′ 50″ N, 2° 09′ 49″ E / 41.68061°N,2.16369°E ca:Entre el C. Esperança i el C. Mossèn Baldelló                                             |           |                     | Modifica les dades a Wikidata |
|        | font de Can Garrell                   | Sant Feliu de Codines | font         | 1958         | 41° 41′ 23″ N, 2° 09′ 47″ E / 41.68975°N,2.16311°E ca:A la confluència del C. Creus i de Can Bosc                                               |           |                     | Modifica les dades a Wikidata |
|        | font de Can Talet                     | Sant Feliu de Codines | font         | 20th century | 41° 41′ 17″ N, 2° 09′ 53″ E / 41.68792°N,2.16473°E ca:Pl. Dr. Robert, 12                                                                        |           |                     | Modifica les dades a Wikidata |
|        | font de Nostra Senyora de Núria       | Sant Feliu de Codines | font         | 20th century | 41° 41′ 06″ N, 2° 09′ 41″ E / 41.68493°N,2.16129°E ca:Plaça del Gurugú                                                                          |           |                     | Modifica les dades a Wikidata |
|        | font de la Botera                     | Sant Feliu de Codines | font         |              | 41° 42′ 16″ N, 2° 09′ 27″ E / 41.704390984945°N,2.1575425183078°E                                                                               |           |                     | Modifica les dades a Wikidata |
|        | font de la Diputació                  | Sant Feliu de Codines | font         | 20th century | 41° 40′ 56″ N, 2° 09′ 48″ E / 41.68213°N,2.16323°E ca:C. Agustí Santacruz                                                                       |           |                     | Modifica les dades a Wikidata |
|        | font de la plaça Josep Umbert Ventura | Sant Feliu de Codines | font         | 20th century | 41° 41′ 20″ N, 2° 09′ 51″ E / 41.68882°N,2.16428°E ca:Pl. Josep Umbert Ventura                                                                  |           |                     | Modifica les dades a Wikidata |
|        | font de la plaça de l'Església        | Sant Feliu de Codines | font         | 1906         | 41° 41′ 16″ N, 2° 09′ 41″ E / 41.68787384033203°N,2.161381959915161°E 41° 41′ 16″ N, 2° 09′ 41″ E / 41.68785°N,2.16136°E ca:Plaça de l'Església |           |                     | Modifica les dades a Wikidata |
|        | font de la plaça del Rellotge         | Sant Feliu de Codines | font         | 20th century | 41° 41′ 13″ N, 2° 09′ 49″ E / 41.68708°N,2.16375°E ca:Pl. del Rellotge                                                                          |           |                     | Modifica les dades a Wikidata |
|        | font de les Roses                     | Sant Feliu de Codines | font         | 1971         | 41° 41′ 23″ N, 2° 10′ 06″ E / 41.6896°N,2.16843°E ca:C. Mossèn Jacint Verdaguer, 19                                                             |           |                     | Modifica les dades a Wikidata |
|        | font de les Vimeteres                 | Sant Feliu de Codines | font         |              | 41° 41′ 56″ N, 2° 09′ 10″ E / 41.6987999597912°N,2.15269531283467°E                                                                             |           |                     | Modifica les dades a Wikidata |
|        | font del carrer Barcelona             | Sant Feliu de Codines | font         | 20th century | 41° 41′ 06″ N, 2° 09′ 48″ E / 41.68507°N,2.16332°E ca:Carrer Barcelona (confluència amb el carrer Agustí Santacruz)                             |           |                     | Modifica les dades a Wikidata |
|        | font del carrer Miró                  | Sant Feliu de Codines | font         | 20th century | 41° 40′ 57″ N, 2° 09′ 41″ E / 41.68242°N,2.16126°E ca:C. Miró                                                                                   |           |                     | Modifica les dades a Wikidata |
|        | font del carrer Montserrat            | Sant Feliu de Codines | font         | 20th century | 41° 41′ 21″ N, 2° 09′ 35″ E / 41.68927°N,2.15974°E ca:C. Montserrat                                                                             |           |                     | Modifica les dades a Wikidata |
|        | font del carrer de Sant Joan          | Sant Feliu de Codines | font         | 20th century | 41° 41′ 11″ N, 2° 09′ 50″ E / 41.68643°N,2.16377°E ca:Carrer Sant Joan (a l'inici de la baixada de Can Mariet).                                 |           |                     | Modifica les dades a Wikidata |
|        | font del parc de Can Xifreda          | Sant Feliu de Codines | font         | 20th century | 41° 41′ 09″ N, 2° 09′ 46″ E / 41.68591°N,2.16278°E ca:Parc de Can Xifreda                                                                       |           |                     | Modifica les dades a Wikidata |
|        | font dels Àlbers                      | Sant Feliu de Codines | font         | 1922         | 41° 41′ 24″ N, 2° 09′ 41″ E / 41.68988°N,2.16151°E ca:Pl. de la Font dels Àlbers                                                                |           |                     | Modifica les dades a Wikidata |

## granja
| imatge | Nom               | Ubicat a              | instància de | Detalls | coordenades                                                         | Protecció | Commons (més fotos)                     | Dades a WD                    |
| ------ | ----------------- | --------------------- | ------------ | ------- | ------------------------------------------------------------------- | --------- | --------------------------------------- | ----------------------------- |
|        | Granja Garriga    | Sant Feliu de Codines | granja       |         | 41° 41′ 55″ N, 2° 08′ 30″ E / 41.6986737799061°N,2.1417605552823°E  |           |                                         | Modifica les dades a Wikidata |
|        | Granja Vallbona   | Sant Feliu de Codines | granja       |         | 41° 41′ 44″ N, 2° 10′ 40″ E / 41.6956681097188°N,2.17785296296565°E |           | Granja Vallbona (Sant Feliu de Codines) | Modifica les dades a Wikidata |
|        | Granja del Pendac | Sant Feliu de Codines | granja       |         | 41° 41′ 08″ N, 2° 10′ 06″ E / 41.6854757867152°N,2.16834623313274°E |           |                                         | Modifica les dades a Wikidata |

## indret
| imatge | Nom                         | Ubicat a              | instància de | Detalls       | coordenades                                                          | Protecció | Commons (més fotos) | Dades a WD                    |
| ------ | --------------------------- | --------------------- | ------------ | ------------- | -------------------------------------------------------------------- | --------- | ------------------- | ----------------------------- |
|        | Cingle del Fitó             | Sant Feliu de Codines | indret       | Llarg: 0.35km | 41° 42′ 45″ N, 2° 11′ 07″ E / 41.7126°N,2.18517°E                    |           |                     | Modifica les dades a Wikidata |
|        | Cingles del Perer           | Sant Feliu de Codines | indret       | Llarg: 0.4km  | 41° 42′ 33″ N, 2° 10′ 52″ E / 41.7093°N,2.18101°E                    |           | Cingles del Perer   | Modifica les dades a Wikidata |
|        | Gorg Negre                  | Sant Feliu de Codines | indret       |               | 41° 42′ 48″ N, 2° 10′ 27″ E / 41.71330278°N,2.17421111°E 514 msnm    |           |                     | Modifica les dades a Wikidata |
|        | Horts del sot de Ca n'Ullar | Sant Feliu de Codines | indret       |               | 41° 41′ 13″ N, 2° 09′ 43″ E / 41.68706°N,2.16183°E ca:Sot de l'Ullar |           |                     | Modifica les dades a Wikidata |
|        | La Quintaneta               | Sant Feliu de Codines | indret       |               | 41° 42′ 55″ N, 2° 09′ 10″ E / 41.7152°N,2.15279°E                    |           |                     | Modifica les dades a Wikidata |
|        | Racó del Berenguer          | Sant Feliu de Codines | indret       |               | 41° 42′ 49″ N, 2° 08′ 40″ E / 41.7135°N,2.14447°E                    |           |                     | Modifica les dades a Wikidata |

## masia
| imatge | Nom                    | Ubicat a              | instància de | Detalls                                                                           | coordenades                                                                                | Protecció                                  | Commons (més fotos)                  | Dades a WD                    |
| ------ | ---------------------- | --------------------- | ------------ | --------------------------------------------------------------------------------- | ------------------------------------------------------------------------------------------ | ------------------------------------------ | ------------------------------------ | ----------------------------- |
|        | Ca n'Ermità            | Sant Feliu de Codines | masia        |                                                                                   | 41° 41′ 01″ N, 2° 09′ 46″ E / 41.68354°N,2.16284°E ca:C. Barcelona, 40                     |                                            |                                      | Modifica les dades a Wikidata |
|        | Ca n'Ullar             | Sant Feliu de Codines | masia        | Estil: arquitectura popular                                                       | 41° 41′ 13″ N, 2° 09′ 38″ E / 41.6869°N,2.16069°E ca:C. de la Sagrera, 21-23               | bé integrant del patrimoni cultural català | Ca n'Ullar                           | Modifica les dades a Wikidata |
|        | Can Bosc de Rufets     | Sant Feliu de Codines | masia        |                                                                                   | 41° 41′ 59″ N, 2° 09′ 29″ E / 41.69958611°N,2.15804722°E 594.3 msnm                        |                                            |                                      | Modifica les dades a Wikidata |
|        | Can Déu del Veïnat     | Sant Feliu de Codines | masia        | Estil: arquitectura popular                                                       | 41° 41′ 35″ N, 2° 08′ 57″ E / 41.693°N,2.14929°E ca:Ctra. BP-1241 535 msnm                 | bé integrant del patrimoni cultural català | Can Déu del Veïnat                   | Modifica les dades a Wikidata |
|        | Can Lloberas           | Sant Feliu de Codines | masia        | Estil: arquitectura popular                                                       | 41° 41′ 13″ N, 2° 10′ 18″ E / 41.687°N,2.17161°E ca:Camí de Mas Lloberes                   | bé integrant del patrimoni cultural català | Can Lloberas                         | Modifica les dades a Wikidata |
|        | Can Masclans           | Sant Feliu de Codines | masia        |                                                                                   | 41° 41′ 43″ N, 2° 09′ 17″ E / 41.6953380068701°N,2.15469959292535°E                        |                                            |                                      | Modifica les dades a Wikidata |
|        | Can Piler              | Sant Feliu de Codines | masia        |                                                                                   | 41° 40′ 50″ N, 2° 09′ 48″ E / 41.68048°N,2.16323°E ca:C. Esperança, 10                     |                                            |                                      | Modifica les dades a Wikidata |
|        | Can Ton de Can Deu     | Sant Feliu de Codines | masia        |                                                                                   | 41° 40′ 50″ N, 2° 09′ 48″ E / 41.68054°N,2.16341°E ca:C. Esperança, 6                      |                                            |                                      | Modifica les dades a Wikidata |
|        | Can Trinxet            | Sant Feliu de Codines | masia        | Arquitecte: Joan Rubió i Bellver Estil: modernisme català arquitectura modernista | 41° 41′ 59″ N, 2° 09′ 29″ E / 41.699607°N,2.158101°E                                       | bé integrant del patrimoni cultural català | Can Trinxet                          | Modifica les dades a Wikidata |
|        | Forn de Can Ullar      | Sant Feliu de Codines | masia        |                                                                                   | 41° 41′ 12″ N, 2° 09′ 41″ E / 41.68672°N,2.16131°E ca:Sot de l'Ullar.                      |                                            |                                      | Modifica les dades a Wikidata |
|        | can Salamaña           | Sant Feliu de Codines | masia        | Estil: arquitectura popular 17th century                                          | 41° 41′ 18″ N, 2° 09′ 42″ E / 41.6882°N,2.16173°E ca:Plaça de la Rectoria 471 msnm         | bé integrant del patrimoni cultural català | Can Salamaña (Sant Feliu de Codines) | Modifica les dades a Wikidata |
|        | el Flequer             | Sant Feliu de Codines | masia        | Estil: arquitectura popular 19th century                                          | 41° 42′ 33″ N, 2° 10′ 30″ E / 41.70903611°N,2.17508611°E ca:Ctra. B-1413 Km 1,8 660.4 msnm | bé integrant del patrimoni cultural català |                                      | Modifica les dades a Wikidata |
|        | el Perer de les Planes | Sant Feliu de Codines | masia        | Estil: arquitectura popular                                                       | 41° 42′ 20″ N, 2° 10′ 36″ E / 41.7055°N,2.17653°E ca:Ctra. B-1413 Km 1,5                   | bé integrant del patrimoni cultural català |                                      | Modifica les dades a Wikidata |
|        | la Buana               | Sant Feliu de Codines | masia        |                                                                                   | 41° 40′ 52″ N, 2° 09′ 27″ E / 41.681037063226°N,2.15745794385875°E                         |                                            |                                      | Modifica les dades a Wikidata |

## muntanya
| imatge | Nom                   | Ubicat a                                | instància de  | Detalls | coordenades                                                                  | Protecció | Commons (més fotos)                 | Dades a WD                    |
| ------ | --------------------- | --------------------------------------- | ------------- | ------- | ---------------------------------------------------------------------------- | --------- | ----------------------------------- | ----------------------------- |
|        | Puig del Moro         | Sant Feliu de Codines                   | muntanya      |         | 41° 42′ 06″ N, 2° 10′ 01″ E / 41.7015675°N,2.16697306°E 619.4 msnm           |           |                                     | Modifica les dades a Wikidata |
|        | Serrat de la Galaieta | Sant Feliu de Codines                   | muntanya      |         | 41° 42′ 12″ N, 2° 08′ 51″ E / 41.70344444°N,2.14752778°E 828.5 msnm          |           |                                     | Modifica les dades a Wikidata |
|        | Turó de Solanes       | Sant Feliu de Codines Caldes de Montbui | muntanya      |         | 41° 40′ 57″ N, 2° 08′ 49″ E / 41.68246111°N,2.14698056°E 705.6 msnm          |           | Turó de Solanes (Caldes de Montbui) | Modifica les dades a Wikidata |
|        | Turó de les Abelles   | Sant Feliu de Codines                   | muntanya turó |         | 41° 42′ 05″ N, 2° 09′ 41″ E / 41.701474166667°N,2.1612638888889°E 606.7 msnm |           |                                     | Modifica les dades a Wikidata |
|        | Turó del Campcirer    | Sant Feliu de Codines                   | muntanya      |         | 41° 42′ 35″ N, 2° 10′ 40″ E / 41.7096°N,2.17786°E 660.9 msnm                 |           |                                     | Modifica les dades a Wikidata |
|        | Turó del Pigròs       | Sant Feliu de Codines                   | muntanya      |         | 41° 42′ 41″ N, 2° 09′ 51″ E / 41.71150278°N,2.16415556°E 707.8 msnm          |           |                                     | Modifica les dades a Wikidata |
|        | el Fitó               | Sant Feliu de Codines                   | muntanya      |         | 41° 42′ 44″ N, 2° 10′ 50″ E / 41.71233333°N,2.18066667°E 669 msnm            |           |                                     | Modifica les dades a Wikidata |

## nucli de població
| imatge | Nom              | Ubicat a              | instància de                                                              | Detalls | coordenades                                                                | Protecció | Commons (més fotos) | Dades a WD                    |
| ------ | ---------------- | --------------------- | ------------------------------------------------------------------------- | ------- | -------------------------------------------------------------------------- | --------- | ------------------- | ----------------------------- |
|        | Pla de la Costa  | Sant Feliu de Codines | nucli de població nucli d'entitat singular de població polígon industrial | 0 hab   | 41° 41′ 53″ N, 2° 09′ 57″ E / 41.69817479°N,2.165808678°E 601.442 msnm     |           |                     | Modifica les dades a Wikidata |
|        | el Perer         | Sant Feliu de Codines | nucli de població nucli d'entitat singular de població                    | 12 hab  | 41° 42′ 20″ N, 2° 10′ 36″ E / 41.705430959106°N,2.1767596412988°E 635 msnm |           |                     | Modifica les dades a Wikidata |
|        | el Racó del Bosc | Sant Feliu de Codines | nucli de població nucli d'entitat singular de població                    | 136 hab | 41° 41′ 19″ N, 2° 11′ 01″ E / 41.68869895°N,2.18355624°E 310 msnm          |           |                     | Modifica les dades a Wikidata |
|        | les Aldees       | Sant Feliu de Codines | nucli de població nucli d'entitat singular de població                    | 52 hab  | 41° 41′ 14″ N, 2° 10′ 16″ E / 41.687189°N,2.17108°E 391 msnm               |           |                     | Modifica les dades a Wikidata |
|        | les Sabrugues    | Sant Feliu de Codines | nucli de població nucli d'entitat singular de població                    | 21 hab  | 41° 41′ 50″ N, 2° 09′ 58″ E / 41.697247475734°N,2.166048120665°E 589 msnm  |           |                     | Modifica les dades a Wikidata |
|        | les Solanes      | Sant Feliu de Codines | nucli de població nucli d'entitat singular de població                    | 12 hab  | 41° 41′ 07″ N, 2° 08′ 45″ E / 41.685389528716°N,2.1457750065072°E 600 msnm |           |                     | Modifica les dades a Wikidata |

## obra escultòrica
| imatge | Nom                                                         | Ubicat a              | instància de                    | Detalls      | coordenades                                                                       | Protecció | Commons (més fotos) | Dades a WD                    |
| ------ | ----------------------------------------------------------- | --------------------- | ------------------------------- | ------------ | --------------------------------------------------------------------------------- | --------- | ------------------- | ----------------------------- |
|        | Bust de Josep Umbert Ventura                                | Sant Feliu de Codines | obra escultòrica mobiliari urbà | 1949         | 41° 41′ 27″ N, 2° 09′ 40″ E / 41.69071°N,2.16117°E ca:C. Pont del terme, 5        |           |                     | Modifica les dades a Wikidata |
|        | Escultura de la dansa                                       | Sant Feliu de Codines | obra escultòrica                | 20th century | 41° 41′ 20″ N, 2° 09′ 51″ E / 41.68882°N,2.16428°E ca:Pl. Josep Umbert i Ventura  |           |                     | Modifica les dades a Wikidata |
|        | Escultura del bicentenari de la independència de Sant Feliu | Sant Feliu de Codines | obra escultòrica                | 2001         | 41° 41′ 23″ N, 2° 09′ 41″ E / 41.68969°N,2.16132°E ca:Parc de la Font dels Àlbers |           |                     | Modifica les dades a Wikidata |

## placa commemorativa
| imatge | Nom                                 | Ubicat a              | instància de                       | Detalls | coordenades                                                                   | Protecció | Commons (més fotos) | Dades a WD                    |
| ------ | ----------------------------------- | --------------------- | ---------------------------------- | ------- | ----------------------------------------------------------------------------- | --------- | ------------------- | ----------------------------- |
|        | Placa commemorativa d'Antoni Ribera | Sant Feliu de Codines | placa commemorativa mobiliari urbà | 2021    | 41° 41′ 00″ N, 2° 09′ 46″ E / 41.68327°N,2.16273°E ca:C. Barcelona, 46        |           |                     | Modifica les dades a Wikidata |
|        | Placa commemorativa de Pompeu Fabra | Sant Feliu de Codines | placa commemorativa mobiliari urbà | 2016    | 41° 41′ 06″ N, 2° 09′ 49″ E / 41.68501°N,2.16356°E ca:C. Agustí Santacruz, 67 |           |                     | Modifica les dades a Wikidata |

## pont
| imatge | Nom                        | Ubicat a              | instància de | Detalls                                                  | coordenades                                                        | Protecció                                  | Commons (més fotos) | Dades a WD                    |
| ------ | -------------------------- | --------------------- | ------------ | -------------------------------------------------------- | ------------------------------------------------------------------ | ------------------------------------------ | ------------------- | ----------------------------- |
|        | Pont de Can Deu del Veïnat | Sant Feliu de Codines | pont         |                                                          | 41° 41′ 40″ N, 2° 09′ 02″ E / 41.694344667731°N,2.15068682656056°E |                                            |                     | Modifica les dades a Wikidata |
|        | Pont de la Tomba           | Sant Feliu de Codines | pont         | Estil: arquitectura popular Estat: enderrocat o destruït | 41° 41′ 28″ N, 2° 09′ 41″ E / 41.691053°N,2.161505°E               | bé integrant del patrimoni cultural català |                     | Modifica les dades a Wikidata |

## serra
| imatge | Nom                  | Ubicat a              | instància de | Detalls | coordenades                                                         | Protecció | Commons (més fotos) | Dades a WD                    |
| ------ | -------------------- | --------------------- | ------------ | ------- | ------------------------------------------------------------------- | --------- | ------------------- | ----------------------------- |
|        | Serrat Rodó          | Sant Feliu de Codines | serra        |         | 41° 42′ 56″ N, 2° 07′ 59″ E / 41.71555833°N,2.13301667°E 858.7 msnm |           |                     | Modifica les dades a Wikidata |
|        | serrat del Berenguer | Sant Feliu de Codines | serra        |         | 41° 42′ 56″ N, 2° 07′ 59″ E / 41.715558°N,2.133017°E 859 858.7 msnm |           |                     | Modifica les dades a Wikidata |

## Misc
| imatge | Nom                                    | Ubicat a | instància de                                                                   | Detalls                                  | coordenades                                                                          | Protecció                                            | Commons (més fotos)                                                        | Dades a WD                    |
| ------ | -------------------------------------- | --- | ------------------------------------------------------------------------------ | ---------------------------------------- | ------------------------------------------------------------------------------------ | ---------------------------------------------------- | -------------------------------------------------------------------------- | ----------------------------- |
|        | Abric Vernet-Oliveres                  | Sant Feliu de Codines                                                                                          | jaciment arqueològic                                                           |                                          | 41° 41′ 36″ N, 2° 10′ 28″ E / 41.693308°N,2.174456°E                                 | bé integrant del patrimoni cultural català           |                                                                            | Modifica les dades a Wikidata |
|        | Ajuntament de Sant Feliu de Codines    | Sant Feliu de Codines                                                                                          | casa consistorial                                                              | Estil: arquitectura popular 1863         | 41° 41′ 20″ N, 2° 09′ 55″ E / 41.688783°N,2.165241°E ca:Vic, 1                       | bé integrant del patrimoni cultural català           | Ajuntament de Sant Feliu de Codines                                        | Modifica les dades a Wikidata |
|        | Bassa per al rec del molí de Can Ullar | Sant Feliu de Codines                                                                                          | bassa                                                                          |                                          | 41° 40′ 57″ N, 2° 09′ 33″ E / 41.68248°N,2.15924°E ca:Sot de l'Ullar                 |                                                      |                                                                            | Modifica les dades a Wikidata |
|        | C-1413b                                | Catalunya Caldes de Montbui Sant Feliu de Codines Sant Quirze Safaja Sant Martí de Centelles Centelles Balenyà | carretera                                                                      |                                          | 41° 42′ 27″ N, 2° 09′ 22″ E / 41.7075°N,2.15598°E                                    |                                                      |                                                                            | Modifica les dades a Wikidata |
|        | Casal del Villar                       | Sant Feliu de Codines                                                                                          | casa forta                                                                     | Estil: arquitectura gòtica               | 41° 40′ 54″ N, 2° 10′ 12″ E / 41.6816°N,2.16992°E                                    | bé d'interès cultural bé cultural d'interès nacional | Casal Villar (Sant Feliu de Codines)                                       | Modifica les dades a Wikidata |
|        | Coll de Poses                          | Sant Feliu de Codines                                                                                          | collada                                                                        |                                          | 41° 42′ 59″ N, 2° 09′ 16″ E / 41.7164°N,2.15441°E 697 msnm                           |                                                      |                                                                            | Modifica les dades a Wikidata |
|        | Escola Immaculat Cor de Maria          | Sant Feliu de Codines                                                                                          | edifici escolar edifici                                                        | 1940                                     | 41° 41′ 24″ N, 2° 09′ 41″ E / 41.68987°N,2.16131°E ca:Pl. de la Font dels Àlbers     |                                                      |                                                                            | Modifica les dades a Wikidata |
|        | Espai natural de Gallifa               | Gallifa Sant Llorenç Savall Granera Castellterçol Sant Quirze Safaja Sant Feliu de Codines                     | àrea protegida                                                                 |                                          | 41° 41′ 51″ N, 2° 07′ 25″ E / 41.697611111111°N,2.1235833333333°E                    |                                                      | Parc de Gallifa                                                            | Modifica les dades a Wikidata |
|        | Mirador de Solanes                     | Sant Feliu de Codines                                                                                          | mirador                                                                        |                                          | 41° 41′ 03″ N, 2° 09′ 05″ E / 41.68407°N,2.1514°E ca:Urbanització Solanes            |                                                      |                                                                            | Modifica les dades a Wikidata |
|        | Molí de l'Ullar                        | Sant Feliu de Codines                                                                                          | molí d'aigua                                                                   | 17th century                             | 41° 40′ 59″ N, 2° 09′ 31″ E / 41.6830450638087°N,2.15860923112993°E ca:La Quica      |                                                      |                                                                            | Modifica les dades a Wikidata |
|        | Monòlit als donants de sang            | Sant Feliu de Codines                                                                                          | mobiliari urbà                                                                 | 2006                                     | 41° 41′ 16″ N, 2° 09′ 50″ E / 41.68776°N,2.16394°E ca:C. Travessia                   |                                                      |                                                                            | Modifica les dades a Wikidata |
|        | Mural Xammar                           | Sant Feliu de Codines                                                                                          | mural                                                                          |                                          | 41° 41′ 17″ N, 2° 09′ 48″ E / 41.68803405761719°N,2.1633460521698°E ca:Fonteta       |                                                      |                                                                            | Modifica les dades a Wikidata |
|        | Sant Feliu de Codines                  | Sant Feliu de Codines                                                                                          | entitat singular de població capital municipal ens local històric de Catalunya | 6624 hab                                 | 41° 41′ 15″ N, 2° 09′ 43″ E / 41.68762454°N,2.161917°E 467 msnm                      |                                                      |                                                                            | Modifica les dades a Wikidata |
|        | Torre del Rellotge                     | Sant Feliu de Codines                                                                                          | torre                                                                          | Estil: arquitectura popular 18th century | 41° 41′ 14″ N, 2° 09′ 49″ E / 41.6872°N,2.16363°E ca:C. Tomàs Borrell, 32            | bé integrant del patrimoni cultural català           | Torre del Rellotge (Sant Feliu de Codines)                                 | Modifica les dades a Wikidata |
|        | barraca del Pauleta                    | Sant Feliu de Codines                                                                                          | cabana                                                                         |                                          | 41° 42′ 01″ N, 2° 08′ 30″ E / 41.7003037095764°N,2.14171484564129°E                  |                                                      |                                                                            | Modifica les dades a Wikidata |
|        | creu de la Missió                      | Sant Feliu de Codines                                                                                          | creu de la Santa Missió creu monumental                                        |                                          | 41° 41′ 34″ N, 2° 10′ 14″ E / 41.69269444444444°N,2.1706°E 531 msnm                  |                                                      | Creu de la Missió de Sant Feliu de Codines                                 | Modifica les dades a Wikidata |
|        | la Sagrera (Sant Feliu de Codines)     | Sant Feliu de Codines                                                                                          | assentament humà                                                               | Estil: arquitectura popular              | 41° 41′ 16″ N, 2° 09′ 41″ E / 41.6878°N,2.16145°E ca:Entorn de l'església 471.8 msnm | bé integrant del patrimoni cultural català           | Cultural heritage monuments in Barri de la Sagrera (Sant Feliu de Codines) | Modifica les dades a Wikidata |
|        | mola del molí de la Fonteta            | Sant Feliu de Codines                                                                                          | mola de molí                                                                   | 20th century                             | 41° 41′ 17″ N, 2° 09′ 47″ E / 41.688°N,2.16311°E ca:C. de la Fonteta                 |                                                      |                                                                            | Modifica les dades a Wikidata |